# Ignàsia Salvans i Casas
Ignàsia Salvans i Casas (Manresa, 22 de juny de 1904 - Barcelona, 23 d'abril de 1970) fou una metgessa especialitzada en ginecologia i farmacèutica.

## Biografia
Va estudiar batxillerat a Lleida. El 1921 va començar els seus estudis de medicina, l'any 1925 es va casar amb el metge Diego Ferrer Fernández de la Riva i es va llicenciar l'any 1928 amb la qualificació d'excel·lent. Durant l'estudi de la carrera va ser alumna interna de la càtedra de Microbiologia amb el professor Jaume Ferran i Clua. Cap als anys trenta va ser ajudanta a les classes d'Histologia i Anatomia Patològica de la Facultat de Medicina de la Universitat de Barcelona. El seu interès per la ginecologia la va portar a ser ajudanta de les classes pràctiques d'obstetrícia i ginecologia el curs 1949-1950, continuant com a col·laboradora de la càtedra amb el professor Víctor Conill Serra. L'any 1959 va guanyar el doctorat amb la tesi Estudio de las alteraciones histopatológicas del sistema nervioso periférico en la craurosis vulvar. El 1964 va acabar la carrera de farmàcia, que havia començat molts anys enrere. Va dedicar la seva carrera professional a la ginecologia. Junt amb el seu marit va publicar diversos articles, com ara Esquemas de Histología o Acerca del origen de la microglía (1934). A més, fou cap d'equip quirúrgic de la Seguretat Social.
En paral·lel a la seva tasca com a científica, va cultivar el dibuix i la pintura. Estudià a l’Escola de Belles Arts de Barcelona durant cinc anys, on fou deixebla del pintor Armand Miravalls. Participa en exposicions amb altres metges artistes i obtingué, l’any 1965, la medalla de bronze en un concurs internacional a la ciutat italiana de Torí.
L'any 2013, l'Ajuntament de Barcelona posà el nom de la metgessa i farmacèutica Ignàsia Salvans a uns jardins del barri de les Corts.